# Dougall José Montagnoli
Dougall José Montagnoli (Parigi, 25 gennaio 1953 – La Plata, 20 aprile 2007) è stato un calciatore argentino, di ruolo centrocampista.

## Biografia
Figlio di José Montagnoli, nacque a Parigi durante il periodo di militanza del padre nel CA Paris. Al termine della carriera di calciatore aprì un'attività commerciale. Morì in seguito a una breve malattia, lasciando la moglie e quattro figli.

## Caratteristiche tecniche
Centrocampista offensivo che eccelleva nel gioco aereo, nella velocità e nella potenza del tiro.

## Carriera
La sua carriera è legata al Gimnasia (LP), in cui totalizzò 117 incontri e 16 reti in sei stagioni.
Agli esordi giocò nel Quilmes e, dopo il primo anno al Gimnasia La Plata, fu ingaggiato dal Nizza disputando 25 gare in quattro stagioni di massima divisione francese.